# Landschaftsschutzgebiet Freiflächen um Erlinghausen / Auf der Sandkuhle

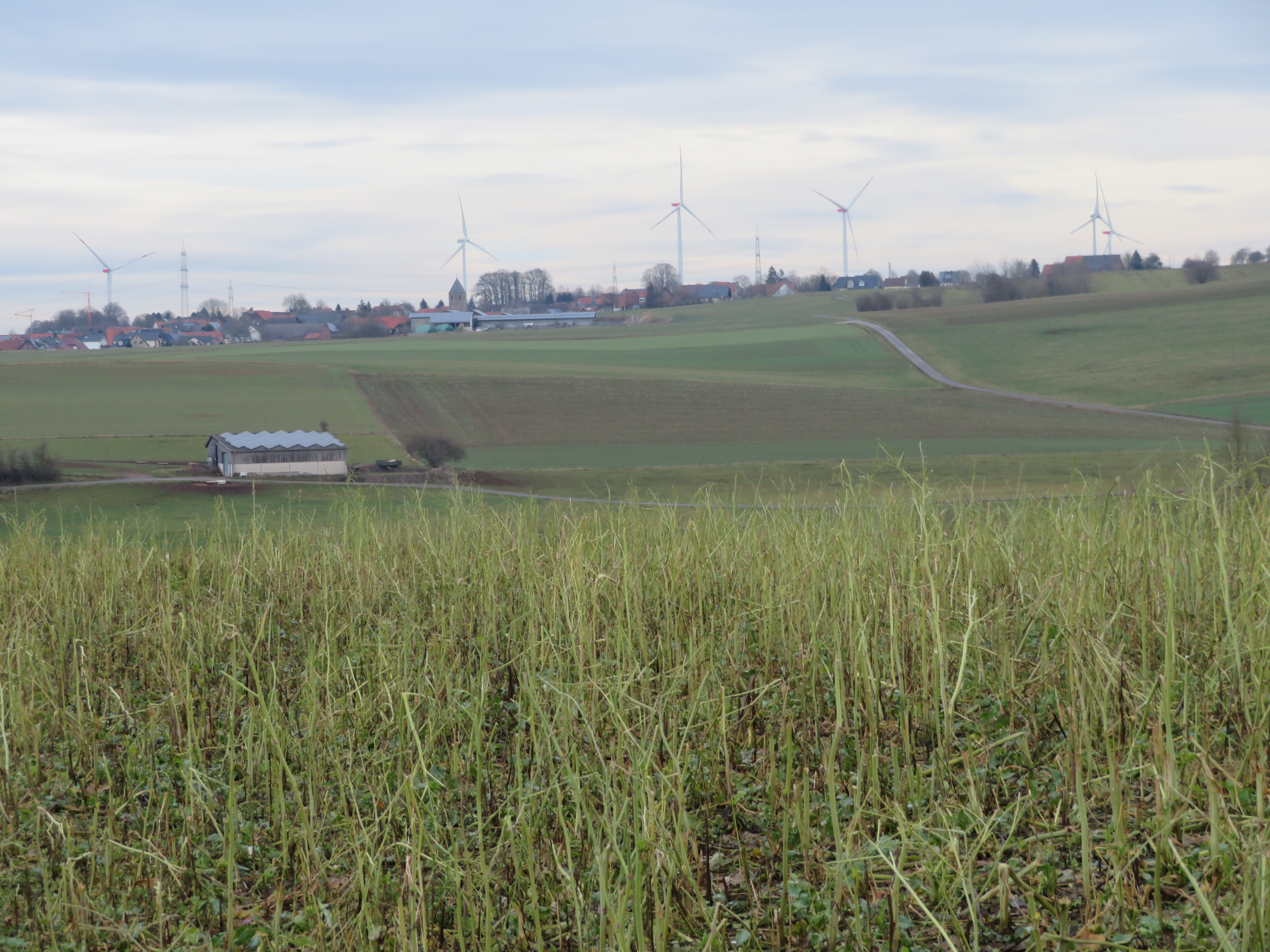
Im Hintergrund Freiflächen um Erlinghausen / Auf der Sandkuhle mit Dorfrand

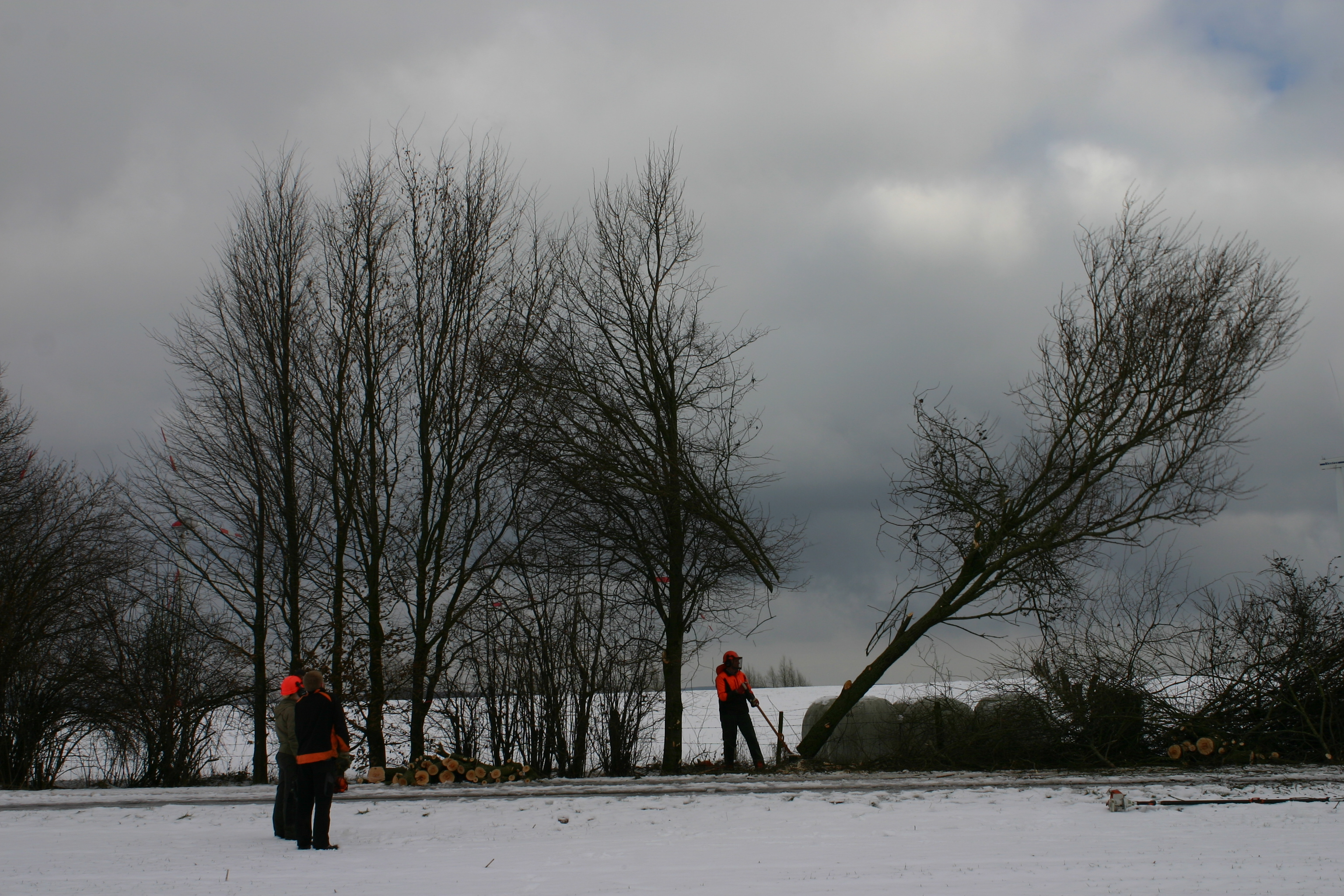
Landschaftspflegetrupp der Biologischen Station Hochsauerlandkreis beim "Auf den Stock setzen" einer von der ULB HSK gepflanzten Hecke, wobei auch Bäume entfernt wurden.

Das Landschaftsschutzgebiet Freiflächen um Erlinghausen / Auf der Sandkuhle mit 548,7 ha liegt um Erlinghausen im Stadtgebiet von Marsberg und im Hochsauerlandkreis. Das Gebiet wurde 2008 mit dem Landschaftsplan Marsberg durch den Kreistag des Hochsauerlandkreises als Landschaftsschutzgebiet (LSG) ausgewiesen. Das LSG wurde als Landschaftsplangebiet vom Typ B, Ortsrandlagen, Offenland- und Kulturlandschutz, ausgewiesen. Im Osten geht es bis zur Stadt- und Landesgrenze. Es grenzen das Naturschutzgebiet Wulsenberg und das Naturschutzgebiet Hasental / Kregenberg an das LSG an. Im LSG liegt der Geschützter Landschaftsbestandteil Teich südlich Erlinghausen.

## Beschreibung
Im LSG befinden sich landwirtschaftliche Offenlandbereiche mit meist ackerbaulich genutzten Flächen. Im LSG stehen Obstbaumreihen und Streuobstwiesen die meist als LB ausgewiesen wurden. Im Nordwesten in Nähe Jittenberg liegt einer kleinen aufgelassenen Kalksteinbruch der von Gehölzen bewachsen ist. Am Südwestrand am Höling befindet sich thymianreiches Modellflugfeld. Am Nordostrand liegt ein als Kulturdenkmal ausgewiesenen Hohlwegerest. Südlich von Erlinghausen zieht sich eine Talrinne Richtung Hummelgrund deren untere Bereiche zum Landschaftsschutzgebiet Platte und zum Naturschutzgebiet Hummelgrund gehören.

## Schutzzweck
Die Ausweisung erfolgte zur Sicherung der Vielfalt und Eigenart der Landschaft im Nahbereich der Ortslagen und der alten landwirtschaftlichen Vorranggebiete durch Offenhaltung. Ferner wegen der besonderen Bedeutung für die Erholung.

## Rechtliche Vorschriften
Wie in den anderen Landschaftsschutzgebieten im Stadtgebiet besteht im LSG ein Verbot Bauwerke zu errichten. Vom Verbot ausgenommen sind Bauvorhaben für Gartenbaubetriebe, Land- und Forstwirtschaft. Die Untere Naturschutzbehörde kann Ausnahmegenehmigungen für Bauten aller Art erteilen. Wie in den anderen Landschaftsschutzgebieten vom Typ B in Meschede besteht im LSG ein Verbot der Erstaufforstung und Weihnachtsbaum-, Schmuckreisig- und Baumschul-Kulturen anzulegen. Es besteht das Gebot das LSG durch landwirtschaftliche Nutzung oder geeignete Pflegemaßnahmen von Bewaldung frei zu halten.